# Lepidochrysops vansoni
Van Son’s Blue (Lepidochrysops vansoni) là một loài bướm ngày thuộc họ Bướm xanh. Nó được tìm thấy ở the Limpopo Province in Nam Phi, phía bắc đến Botswana và Zimbabwe.
Sải cánh dài 28–34 mm đối với con đực và 29–36 mm đối với con cái. Con trưởng thành bay từ tháng 12 đến tháng 3. Có một lứa một năm, with adults emerging after rains.
Ấu trùng ăn Lantana rugosa, Becium grandiflorum và Ocimum canum.